# Spodnja Libna
Spodnja Libna je naselje u Općini Krško u istočnoj Sloveniji. Spodnja Libna se nalazi u pokrajini Dolenjskoj i statističkoj regiji Donjoposavskoj. 

## Stanovništvo
Prema popisu stanovništva iz 2002. godine Spodnja Libna je imala 55 stanovnika.

## Vanjske poveznice
- Satelitska snimka naselja  Arhivirana inačica izvorne stranice od 29. srpnja 2017. (Wayback Machine)